# Attaque de l'ambassade des États-Unis à Saïgon lors de l'offensive du Tết

L' après l'attaque avec le trou dans le mur d'enceinte.

L'attaque de l'ambassade des États-Unis à Saïgon lors de l'offensive du Tết est un épisode de la guerre du Viêt Nam.
Les forces combinées du Front national de libération du Sud Viêt Nam (Việt Cộng) et de l'Armée populaire vietnamienne réalisent une offensive contre la République du Viêt Nam lors de la nouvelle année lunaire, le Têt, qui prend le nom d'offensive du Tết. L'ambassade des États-Unis à Saigon (en) (Hô Chi Minh-Ville après guerre) est une des cibles de la campagne.
Le 31 janvier 1968, peu après minuit, dix-neuf sapeurs du Việt Cộng appartenant à un bataillon d'élite attaquent le bâtiment, perçant le mur d'enceinte dans le but de réaliser une prise d'otage en attendant du renfort. Après un moment initial de confusion côté américain, les assaillants sont tués ou capturés. Cinq policiers militaires et marines meurent dans l'attaque.
Si la victoire militaire est américaine, la propagande du Việt Cộng utilise largement cet événement.